# Athabascaite
La athabascaite è un minerale.